# Gajer (Janov)
Gajer je malá vesnice, část obce Janov v okrese Svitavy. Nachází se asi 2,5 km na jihovýchod od Janova. Prochází zde silnice I/35. V roce 2009 zde bylo evidováno 22 adres. V roce 2001 zde trvale žilo 32 obyvatel.
Gajer leží v katastrálním území Janov u Litomyšle o výměře 24,71 km2.

## Pamětihodnosti
- kaple u silnice v obci
- kamenný sloup se sochou Panny Marie z roku 1921

## Další fotografie

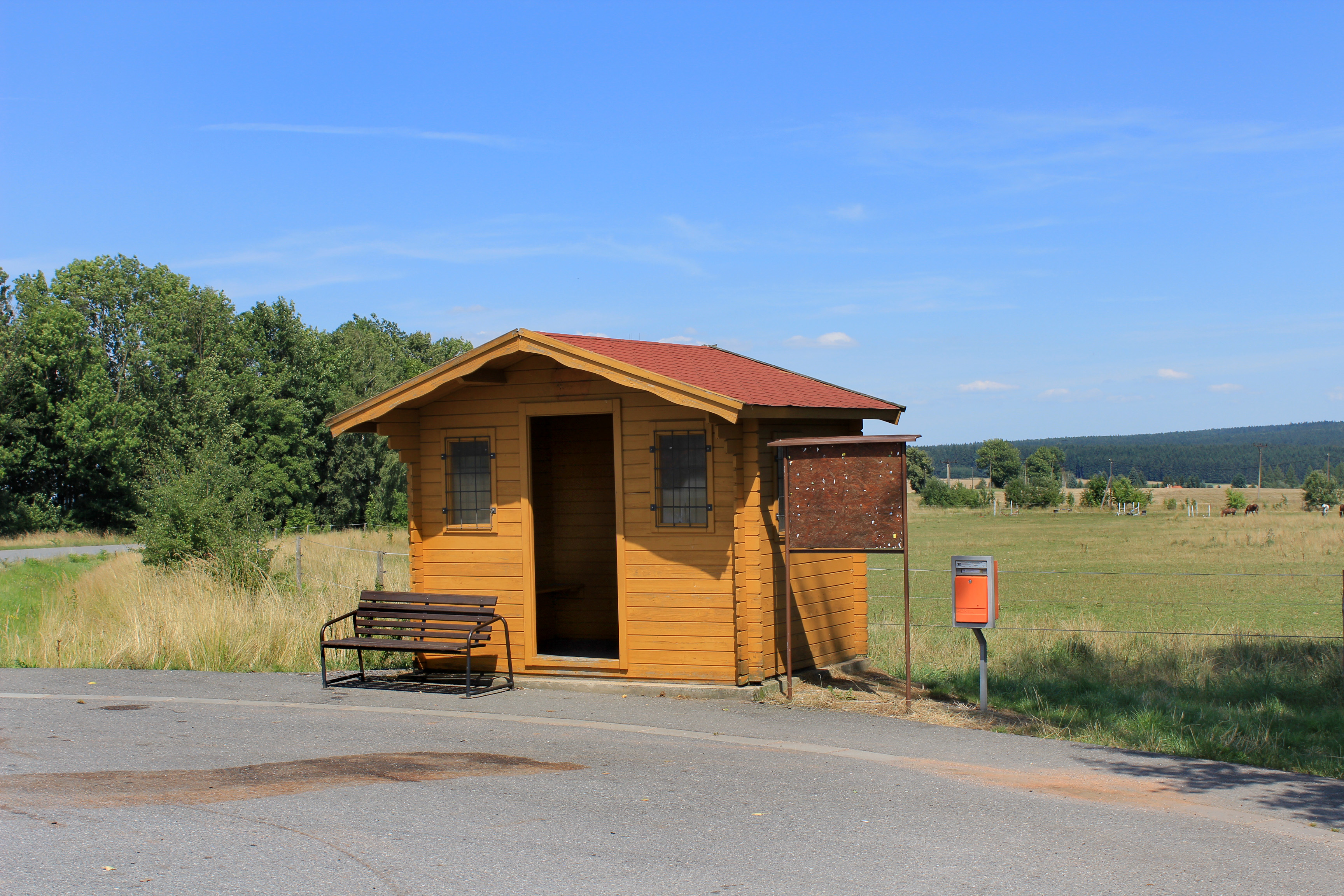
Zastávka a točna autobusu
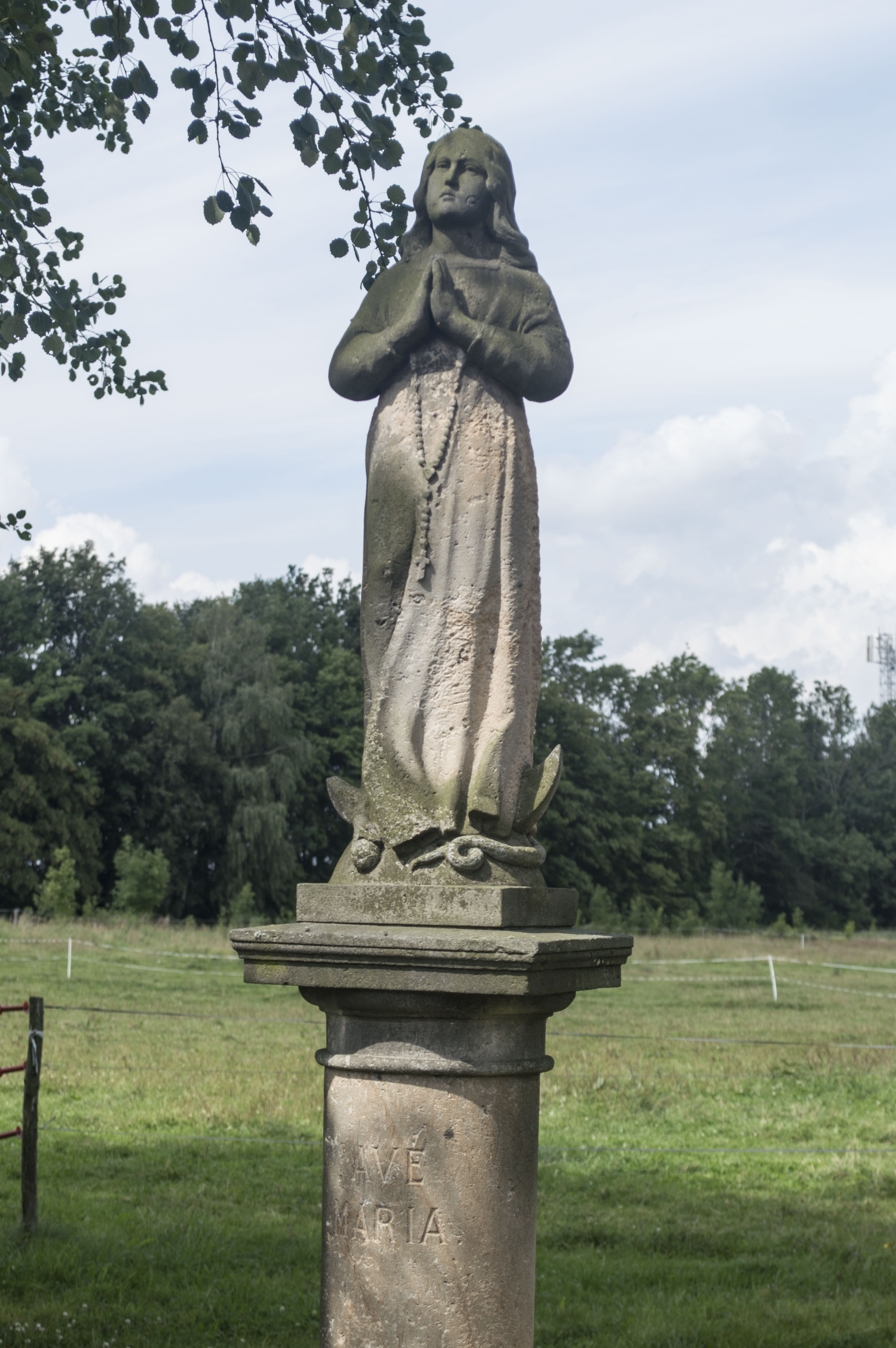
Socha Panny Marie
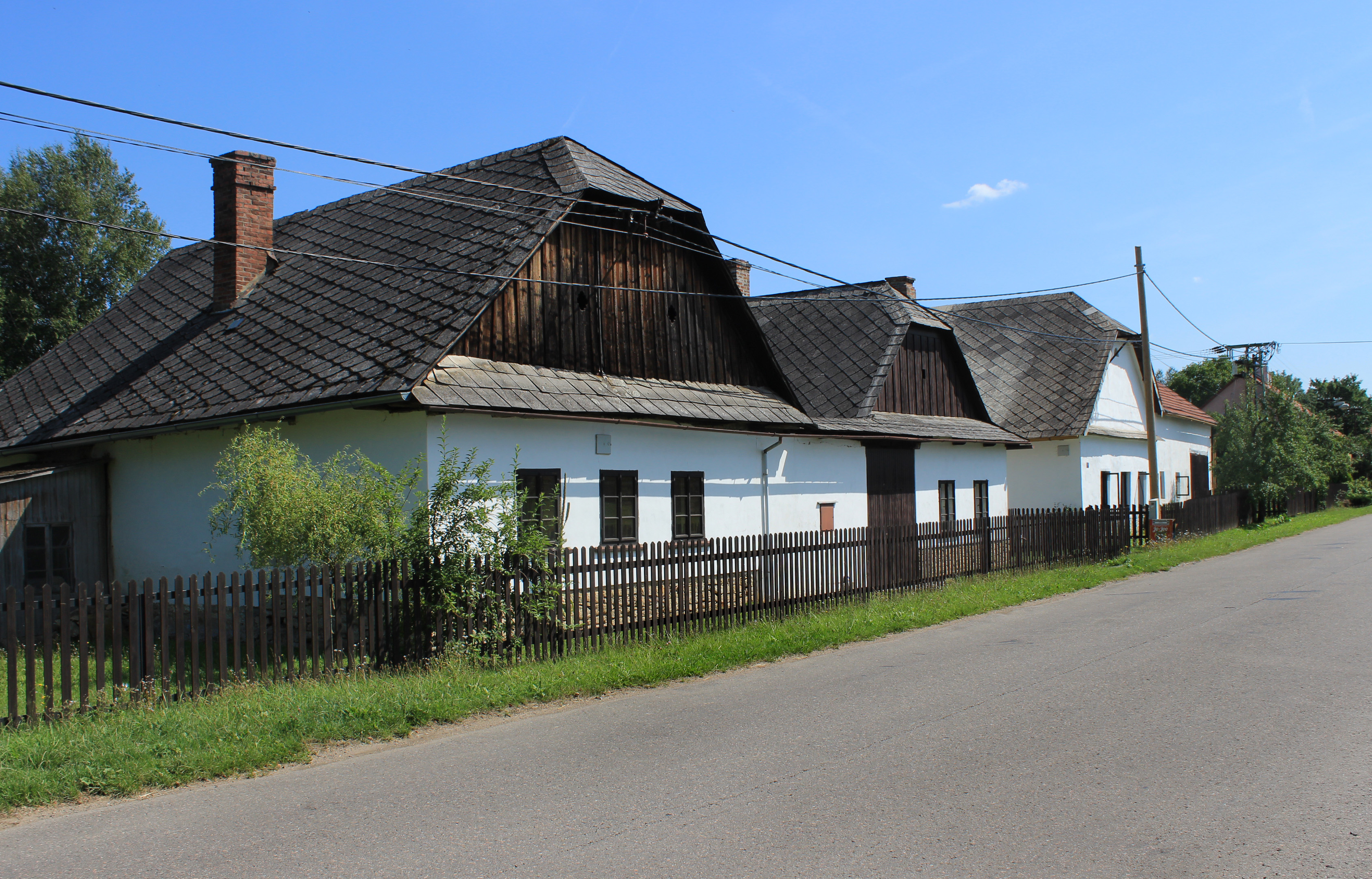
Bývalý statek čp. 8